# Annales Museum Botanicum Lugduno-Batavi
Annales Museum Botanicum Lugduno-Batavi (abreviado Ann. Mus. Bot. Lugduno-Batavi) es un libro de botánica escrito por el botánico, micólogo, pteridólogo, briólogo y algólogo neerlandés Friedrich Anton Wilhelm Miquel. Es una obra en cuatro volúmenes editados en Ámsterdam en el periodo 1863-1869.

## Publicación
- Vol. 1, p. 1-160, 1863; 161-331, 1864;
- vol. 2, p.¹1-148, 1865; p. 149-313, 1866;
- vol. 3, p. 1-315, 1867;
- vol. 4, p. 1-96, 1868; p. 97-319, 1869